# تشارلز إي. ويلهلم
تشارلز إي. ويلهلم (بالإنجليزية: Charles E. Wilhelm)‏ هو ضابط أمريكي، ولد في 26 أغسطس 1941 في إدنتون في الولايات المتحدة.